# J Mascis
Joseph Donald Mascis Jr. (nacido el 10 de diciembre de 1965), conocido profesionalmente como J Mascis, es un músico estadounidense, más conocido como el cantante, guitarrista y compositor principal de la banda de rock alternativo Dinosaur Jr. También ha lanzado varios álbumes como solista, además de tocar la batería y la guitarra en otros proyectos. Su álbum en solitario más reciente, Elastic Days, fue lanzado en noviembre de 2018. Fue clasificado como el número 86 dentro de los 100 mejores guitarristas por Rolling Stone, y como el quinto en una lista similar para Spin en 2012.

## Biografía

### Infancia
Mascis nació en Amherst, Massachusetts, hijo de un dentista, y creció en la misma área junto a hermana Patty y un hermano mayor. Su madre, Teresa (una ávida golfista), murió en 1985 mientras que su padre, Joseph Sr., murió en 1993. Es origen italiano por parte paterna.
Mascis se convirtió en fanático de la música y baterista a la edad de nueve años. Más tarde se unió a un conjunto de jazz en la escuela, como baterista.

### Inicios musicales
A los 17 años, Mascis se unió al grupo de hardcore punk Deep Wound, con Lou Barlow, Scott Helland y Charlie Nakajima a principios de la década de 1980. Luego fundó Dinosaur Jr, con Barlow como bajista y Emmett Jefferson Murphy como baterista en 1984, logrando un ascendente éxito. Su voz ha sido comparada con la de Neil Young, y sus riffs de guitarra monolíticos. Mascis despidió a Barlow de Dinosaur Jr. en 1989 y en los siguientes ocho años grabó varios álbumes más, así como un álbum en solitario acústico de 1996: Martin + Me. En 1989, Kurt Cobain sugirió que Mascis se uniera a Nirvana.
El mánager de Deep Wound fue Gerard Cosloy, quien luego fundó Homestead Records. Homestead lanzó el primer disco de Dinosaur Jr. Mascis dice que la razón por la cual el sonido del trío no está completamente formado es porque firmaron muy pronto con Homestead. Megan Jasper, vicepresidenta de Sub Pop caracteriza este período como J tenía algo de ira, como cualquier niño punk. Por lo general, sin embargo, cuando un joven está enojado, tienden a ser muy ruidosos. Y J no lo era. Solo era ruidoso cuando tocaba música.
Como proyecto paralelo, fue el baterista del grupo de doom metal "Upsidedown Cross", con quienes lanzaron un álbum con Taang! Records en 1991.  A su vez, escribió canciones para la película Gas, Food, Lodging, en la que hizo un cameo. En 1996, tuvo una pequeña actuación en la película Grace of My Heart, proporcionando una balada similar a los Beach Boys para la banda sonora. En 1998, anunció la separación de Dinosaur Jr.
En abril de 2005, Mascis, Barlow y Murph reformaron la banda para una gira, celebrando el relanzamiento de los primeros tres álbumes del grupo. Desde entonces, la formación reunida ha lanzado cuatro nuevos álbumes: Beyond en 2007, Farm en 2009, I Bet on Sky en 2012, y Give a Glimpse of What Yer Not en 2016.

### Carrera en solitario
En 2000 comenzó a producir álbumes con su nueva banda, "J Mascis + The Fog". En 2003, la casa y el estudio que poseía se incendiaron.
En agosto de 2005, Mascis lanzó J and Friends Sing and Chant For Amma, un álbum en solitario bajo el lema "J Mascis and Friends". El álbum consta de canciones devocionales dedicadas a la líder religiosa hindú Mata Amritanandamayi, sobre quien había escrito "Ammaring" en el primer álbum de J Mascis + The Fog More Light. Las ganancias del álbum se donaron en ayuda de la organización de Ammachi está encabezando por el tsunami. En 2008, el álbum de seis pistas se puso a disposición digitalmente en su propio sello Baked Goods.
En 2006, Mascis volvió a tocar batería, para el grupo de heavy metal "Witch". También ese año, colaboró con Evan Dando en el nuevo álbum de Lemonheads. The Lemonheads fue lanzado en septiembre.
En 2010, Mascis se unió a John Petkovic y Tim Parnin de Cobra Verde y Dave Sweetapple de Witch para formar Sweet Apple. El álbum debut homónimo fue lanzado en Tee Pee Records. Mascis toca la batería, la guitarra y canta en el álbum.
J lanzó un álbum mayormente acústico en marzo de 2011, titulado Several Shades of Why por Sub Pop Records; este contó con la participación de varios músicos invitados, incluidos Kurt Vile, Ben Bridwell y Sophie Trudeau. Mascis recorrió América del Norte con Vile promocionando el álbum. En 2013, Richard Ayoade eligió a J Mascis para un pequeño papel de cuidador, en la película The Double. En 2014, colaboró con "Strand of Oaks" en el disco Heal.
En abril de 2014 tocó con Nirvana, ren un concierto secreto después de la inducción al Salón de la Fama del Rock and Roll. Cantó las canciones "School", "Pennyroyal Tea" y "Drain You". En agosto, publicó el álbum en solitario Tied to a Star en Sub Pop, y realizó una gira en apoyo.
Mascis se unió a "Unknown Instructors", reemplazando al guitarrista Joe Baiza. El álbum Unwilling to Explain fue lanzado en 2019.

## Vida personal
Conoció a Luisa –su actual esposa– en Nueva York a mediados de los 90s, casándose en 2004; ella es oriunda de Berlín. Ambos residen en Amherst, Massachusetts, en una casa anteriormente propiedad de Robert Thurman, profesor de religión destacado por su trabajo sobre el budismo, y padre de la actriz Uma Thurman. En septiembre de 2007 tuvieron un bebé llamado Rory. Su cuñado es el cineasta Philipp Virus, director del DVD Live in the Middle Eas de Dinosaur Jr de 2006. 
Es devoto de Mata Amritanandamayi, gurú y autora hindú. Mascis explicó que la descubrió a mediados de la década de 1990: "estaba en mi punto más bajo, a medida que la banda crecía, me deprimía más. Estaba buscando a alguien que me ayudara, para sentirme mejor".
En 1982, Mascis se convirtió en straight edge, parte de un movimiento asociado al hardcore punk cuyos miembros evitan el uso de drogas y alcohol. Desde entonces, ha sido principalmente abstemio y nunca ha usado otras drogas recreativas.

## Signature Jazzmasters
En julio de 2007 se lanzó una guitarra de la firma Fender, la "J Mascis Signature Jazzmaster". El instrumento viene en un acabado Purple Sparkle y, si bien es visualmente similar a un Jazzmaster estándar, presenta algunas modificaciones que J solicitó.
En diciembre de 2011 se lanzó "Squier" por "Fender J Mascis Jazzmaster". Cuenta con cuerpo de tilo, mástil de arce en forma de C, diapasón de palisandro con radio de 9.5" y 21 trastes jumbo, dos pastillas Jazzmaster de bobina simple de alto rendimiento, conmutación de tres posiciones y circuitos de doble tono, golpeador de aluminio anodizado dorado, piezas de plástico blanco envejecido (perillas, punta de interruptor, cubiertas de recolección), puente Adjusto-Matic™ con cordal de trémolo flotante y afinadores estilo vintage, herrajes cromados, y la firma J Mascis en la parte posterior del cabezal. Mascis reemplaza las pastillas de serie por las pastillas "Kinman Guitar Electrix ThickMaster (Jazzmaster) Zero-Hum"; estas están excluidas de la guitarra de fábrica.

## Discografía
| Estudio - Several Shades of Why (2011) - Tied to a Star (2014) - Elastic Days (2018) En vivo - Martin + Me (1996) - The John Peel Sessions (2003) - J Mascis Live at CBGB's (2006) Singles - J Mascis Was Here (2000, Ultimatum Music) - Leaving on a Jet Plane b/w Too Hard (2001, Sub Pop) - Not Enough (2011, Sub Pop) - Is It Done (2011, Sub Pop) - Circle (2011, Sub Pop) - Let It Be Me / Fade Into You (2011, Sub Pop) – Split con Greg Dulli. - Fade into You (2013, Sub Pop, Keep) - Every Morning (2014, Sub Pop) - Everything She Said (2018, Sub Pop) - Don't Do Me Like That (2019, Sub Pop) - Dinosaur (1985) - You're Living All Over Me (1987) - Bug (1988) - Green Mind (1991) - Where You Been (1993) - Without a Sound (1994) - Hand It Over (1997) - Beyond (2007) - Farm (2009) - I Bet on Sky (2012) - Give a Glimpse of What Yer Not (2016) - J and Friends Sing and Chant for Amma (2005) | - More Light (2000) - Free So Free (2002) - Witch (2006, Tee Pee) - Paralyzed (2008, Tee Pee) - American Style demo 7" (1982) - Deep Wound 7" (1983, Radiobeat) - Discography (2006, Damaged Goods) - Upsidedown Cross (1991) - Do You Remember 7" (2010, Valley King) - Love & Desperation (2010, Tee Pee) - I've Got a Feeling (That Won't Change) 7" (2010, Damaged Goods) - Elected/No Government 7" (2012, Outer Battery) - Wish You Could Stay (A Little Longer)/Traffic 7" (2013, Outer Battery) - The Golden Age of Glitter (2014, Tee Pee) - Heavy Blanket (2012, Outer Battery) - Live at Tym Guitars – Brisbane, Australia (2013, Tym) - In a Dutch Haze (2014) – Colaboración con Earthless. - Unwilling to Explain (2019) |

## Colaboraciones
- One Track Heart: The Story of Krishna Das (OST) (2013) – Colaboración con Devadas.[32]
- "Feed" – Japanese Voyeurs (2012)